# Don Les
Dominick Leshinski, conhecido como Don Les, (Lorain, 15 de novembro de 1914 — Chicago, 25 de agosto de 1994) foi um gaitista estadunidense.

## Biografia
Começou a tocar gaita com apenas quinze anos de idade. Em 1942 passou a integrar o grupo de Borrah Minevitch conhecido como The Harmonica Rascals. Neste grupo conheceu Jerry Murad com quem mais tarde viria a formar o trio de gaitas Harmonicats. Em 1972 após uma discussão com Jerry Murad formou seu próprio grupo, que também chamou de Harmonicats, com Mildred Mulcay na harmônica solo.
Apesar de ter tocado a gaita Baixo nos Harmonicats, ficou conhecido como um dos melhores gaitistas de jazz tocando em uma gaita diatônica.